# Ukonjärvi (sjö i Enare, Lappland)
Ukonjärvi är en sjö i kommunen Enare i landskapet Lappland i Finland. Arean är 38 hektar och strandlinjen är 2,72 kilometer lång. Sjön  ingår i Pasvik älvs huvudavrinningsområde.   Den ligger omkring 300 kilometer norr om Rovaniemi och omkring 1000 kilometer norr om Helsingfors. 